# Aprosdoketophis andreonei
Aprosdoketophis andreonei är en orm i familjen snokar som förekommer i Somalia.
Ormen upptäcktes i södra Somalia i regionen Bakool. Artepitet i det vetenskapliga namnet hedrar den italienska herpetologen Franco Andreone. Arten upptäcktes i öppna trädgrupper med buskar som undervegetation. Typiska träd tillhör akaciasläktet och släktet Commiphora. Vädret i regionen kännetecknas av temperaturer mellan 15 och 30° C och årsnederbörden är 100 till 600 mm.
Arten har en robust och kort bål och halsen är nästan osynlig. På ovansidan förekommer mjuka fjäll. I främre delen av käkarna finns en klaff (diastema) och sedan följer 13 till 15 tänder. Exemplaret som undersöktes vid artens vetenskapliga beskrivning (holotyp) var utan svans 32,4 cm lång och svanslängden var 6,8 cm. På huvudets ovansida har Aprosdoketophis andreonei bakom näsborrarna fyra små fjäll och sedan ovanför ögonen ett långsträckt fjäll omgiven av fyra stora fjällplattor.
Huvudets ovansida är mörkbrun, regionen kring munnen brun och huvudets undersida är krämfärgad. Bålens ovansida är brun med inslag av violett och med många rödbruna punkter på varje fjäll.